# Medlovice (Vyškovi járás)
Medlovice település Csehországban, Vyškovi járásban. Medlovice Hoštice-Heroltice, Švábenice, Moravské Málkovice, Ivanovice na Hané és Rybníček településekkel határos. Lakosainak száma 416 fő (2024. január 1.).

## Népesség
A település lakosságának változását az alábbi diagram mutatja:
| Lakosok száma | 317  | 358  | 410  | 367  | 341  | 331  | 302  | 325  | 376  | 416  |
|               | 1869 | 1890 | 1921 | 1950 | 1980 | 2001 | 2017 | 2019 | 2022 | 2024 |